# Унда (геологический памятник)
Унда — узел геологических памятников природы, геологический заповедник национального (федерального) статуса (по научной классификации объектов геологического наследия). Расположен в южных и юго-восточных отрогах Борщовочного хребта, на протяжении 40 км вдоль скал на правобережье р. Унда (лев. приток р. Онон), от бывшего с. Коровино до с. Унда. Заповедник представлен непрерывным разрезом шадоронской серир (стратотипы коровинской и алиинской толщ), ундинодаинской серии (стратотипы тергенской, глушковской и чалунихинской свит), тургинской и кутинской свит (паратипы), охарактеризованных разнообразными палеонтологическими остатками. Памятники шадоронской серии (ср.-верх, юра) — Горовениха, Грязная-Тергень, Девятая Пятница. Памятник Горовениха находится в приустьевой левой части распадка Безымянный, в 1,5 км к востоку от г. Горовениха на левом берегу р. Унда, имеет протяженность 100 м. В алевролитах основания разреза коровинской толщи среди растительных остатков найдены мелкие двустворки с конхиолиновой раковинкой Daurinia, Subtilia и Micromelania. По напластованиям захороняются пучки листьев чекановскиевых Czekanowskia, Phoenicopsis, фрагменты листьев папоротников Coniopteris и Cladophlebis. Памятник Грязная-Тергень представляет собой разрозненные выходы протяженностью 12 км асимметричных циклитов: конгломераты—песчаники—алевролиты с сильно увеличенной мощностью конгломератов (до 250 м и более) и с небольшой мощностью алевролитов (до 10—50 см) (коровинская и алиинская толщи). В алевролитах циклитов захороняются стебли хвощей Equisetum, фрагменты листьев папоротников Osmunda, Coniopteris, Cladophlebis, пучки листьев чекановскиевой Czekanowskia, пучки и разрозненные листья Phoenicopsis, листья беннеттитовых Heilungia, иголки хвойных Pityophyllum, шишки и семена.
Памятник Девятая Пятница расположен на южных склонах одноимённой горы (728 м) — шадоронского палеовулкана центр. типа на правом берегу р. Унда в 1 км выше с. Унда. На протяжении ок. 300 м обнажены потоки базальтов, андезитов, агломератовые туфы лахаров с вулканическими бомбами с корками обжига (диаметр до 1,5 м) и окремнёнными пнями и ветками (до 1 м).
Памятники ундино-даинской серии (верх. юра) относятся к тергенской, глушковской и чалунихинской свитам. Тергенской свите принадлежит памятник Тергень, представляющий собой её стратотипический разрез протяженностью 1,35 км, расположенный на правом берегу р. Унда ниже с. Тергень. В разрезе — резко асимметричные циклиты с увеличенной мощностью псефитов в основании, туфопесчаники, туфоалевролиты и «опа-литы» — пестро окрашенные тонко горизонтально-слойчатые пепловые туффиты (пачки до 30 м). Среди органических остатков присутствуют мелкие конхостраки Paleoleptestheria, двустворки Subtilia, остракоды Darwinula, насекомые комары (имаго и личинки) Chironomaptera, силуэты тел жуков, клопов, тараканов. В виде напластований и в вертикальном захоронении обнаружены стебли хвощей Equisetum (хвощовая палеопочва).
Памятники глушковской свиты: Глушково, Пасечный, Змеиный, Жидка, Буяниха, Волчья, Точилка, Бол. Берёзовая, Маргогониха, Глинянка, Девятая Пятница. Представлены разрозненными скальными выходами на правом берегу р. Унда на расстоянии свыше 20 км асимметричных циклитов: конгломераты—песчаники—алевролиты—пепловые туффиты. Охарактеризованы разнообразной фауной и флорой временных вулканогенных озёр. Выделены доминанты: хвощи Equisetum (стебли, ветки и корневая система с клубеньками, хвощовая палеопочва), щитки щитней Prolepidurus, насекомые: подёнки Proameletus; жуки Liadytes, Unda; стрекозы Dahurium, Sinitsia; клопы Karabasia и др. Субдоминантами являются конхостраки Palaeolynceus, Paleoleptestheria. Редки двустворки Musculiopsis, Corbicula и Argu-niella; домики ручейников Folindusia, Secrindusia, Terrindusia; остракоды Darwinula; листостебельные мхи Muscites и печеночные мхи Hepaticites. Крайне редко встречаются остатки тел анострак Chirocephalus, иголки и семена хвойных.
Памятник чалунихинской свиты (Чалуниха) приурочен к южным склонам одноимённой горы (800,6 м) и представляет собой разрез протяженностью 2,5 км, в котором вскрываются двух- и трёхчленные циклиты: туфоконгломераты, туфоконгло-брекчии—туфопесчаники—туфоалевролиты с горизонтами туфов. В туфоалевролитах изредка отмечаются остатки веснянок Flexoperla и жуков Memptus. Среди
растительного детрита обнаружены фрагменты веточек плаунов Lycopodites, талломов печеночных мхов Hepaticites, листьев папоротников Coniopteris, иголок Pityophyllum, семян Schizolepis и др.
Памятник тургинской свиты (верхи юры — нач. мела) (У. тургинская) находится на крайнем западе заповедника в 500 м к востоку от с. Унда в крутом узком овраге, протяженность по тальвегу которого составляет до 150 м, вдоль правого берега р. Унда — до 1 км. Вскрывающиеся отложения тургинской свиты выделены в лесковскую толщу. На разрушенных эффузивах шадоронской серии залегает базальная цикличная пачка конглобрекчии—песчаники—алевролиты с редкими слойками известняков-ракушняков (до 30 см). Последние вообще крайне редки в тургинской свите. В данном разрезе они состоят из пластовых захоронений остракод с доминантами Daurina и Torinina, гастроподами Radix, двустворками Limnocyrena. В известняках редки остатки скелетов голов осетров Stichopterus, веточки плаунов Lycopodites и стебли хвощей Equisetum. В песчаниках нижней цикличной пачки присутствуют песчано-карбонатные конкреции с раковинками и створками конхострак Defretinia и Paleoleptestheria. Залегающая выше пачка двучленных циклитов песчаник—алевролит со слойками аргиллита охарактеризована многочисленными остатками насекомых с доминированием жуков Scarabaeidae, комаров, домиков ручейников Terrindusia, иголок хвойных Pseudolarix, разнообразных семян. В верхах разреза — остатки рыб Lycoptera, осетров Stichopterus и крупных конхострак Bairdestheria.
Отложения кутинской свиты раннемелового возраста, завершающей разрез заповедника У., с несогласием залегают на отложениях тургинской свиты в верховье крутого оврага. Кутинская свита представлена конгломерами с маломощными прослоями песчаников и алевролитов. В последних найдены остатки стеблей с корневой системой хвощей Equisetum (хвощовая палеопочва) (памятник Мал. Берёзовая протяженностью ок. 200 м).